# Lhoty u Potštejna
Lhoty u Potštejna ist eine Gemeinde in Tschechien. Sie befindet sich 13 Kilometer nordwestlich von Ústí nad Orlicí und gehört zum Okres Rychnov nad Kněžnou.

## Geographie
Die Gemeinde liegt rechtsseitig des Brodec-Tales auf der Chotzener Tafel (Choceňská tabule).
Nachbarorte sind Nové Litice und Proruby im Nordosten, Polom im Osten, Hájek, Malá Skrovnice und Sudslava im Südosten, Homole und Koldín im Süden, Závrší, Rájec und V Sádkach im Südwesten, Borovnice im Westen sowie Chleny im Nordwesten.

## Geschichte
Lhoty u Potštejna entstand 1953 durch Zusammenlegung der Gemeinden Velká Lhota und Malá Lhota.
Bis zur Ablösung der Patrimonialherrschaften im Jahre 1848 gehörten beide Dörfer zur Herrschaft Kienwald und wurden danach eigenständig.

### Velká Lhota
Velká Lhota wurde 1352 als Dobešova Lhota erstmals urkundlich erwähnt. Erster nachweislicher Besitzer von Dobešova Lhota war das Adelsgeschlecht der Příbek von Ottoslawitz, von denen es Jetřich Lipanský von Lipany erwarb. Unter dessen Söhnen entstanden eine Veste und ein Meierhof. 1634 verkaufte Dorota Lipanská ihren überschuldeten Besitz an Christoph Kyran von Bombaken. Nachdem 1690 Theresia Eleonora von Ugarte den Besitz erworben hatte, wurde Velká Lhota der Herrschaft Kienwald angeschlossen.

### Malá Lhota
Die ersten Nachweise über Malá Lhota stammen aus dem 15. Jahrhundert, das damals den Namen Lipanská Lhota trug. Im 15. Jahrhundert gehörte es Jan Pešík und nach dessen Tode 1474 seiner Schwester Ludmila. Durch deren Ehe mit Nikolaus Lipanský von Lipany gelangte der Ort an die Familie Lipanský. Nachdem Vojtěch von Pernstein (1490–1534) den Ort 1526 erworben hatte, schlug er ihn seiner Herrschaft Pottenstein zu. 1559 kaufte Wenzel Okrauhlik von Groß Herrndorf Klein Lhota; nach seinem Tode erbte Nikolaus von Bubna den Besitz. Johann von Bubna erwarb 1617 die Herrschaft Kienwald und schloss Klein Lhota an diese an.

## Gemeindegliederung
Für die Gemeinde Lhoty u Potštejna sind keine Ortsteile ausgewiesen. Sie besteht aus den Ortslagen Malá Lhota (Klein Lhota), Velká Lhota (Groß Lhota) und Homole (Rogendorf 1. Anteil).

## Sehenswürdigkeiten
- Homol; die barocke Wallfahrtskirche der Schmerzhaften Jungfrau Maria mit Freitreppe wurde zwischen 1692 und 1696 unter Theresia Eleonora von Ugarte südlich von Velká Lhota über dem Brodec-Tal errichtet. 1703 wurde die Anlage um zwei Kapellen erweitert.
- Überreste der Burg Dřel, südwestlich von Malá Lhota